# Henri Winkelman
Henri Winkelman (Maastricht, 17 agosto 1876 – Soesterberg, 27 dicembre 1952) è stato un generale olandese, comandante dell'esercito dei Paesi Bassi durante l'invasione tedesca dei Paesi Bassi.

## Biografia
Dopo aver frequentato l'Accademia militare reale di Breda viene nominato capitano nel 1913. Nel 1934, dopo essere stato promosso tenente generale cerca senza successo di diventare capo di stato maggiore dell'esercito decide di lasciare la carriera militare.

## La seconda guerra mondiale
Il 28 agosto 1939, quattro giorni dopo l'invasione della Polonia da parte dell'esercito tedesco il governo olandese diede l'ordine di mobilitazione delle truppe. In un primo momento il generale Izaak Reijnders venne nominato comandante supremo delle forze armate olandesi ma, a seguito di contrasti con il Ministro della Difesa Adriaan Dijxhoorn, il 5 febbraio 1940 venne deciso di richiamare in servizio Winkelman per affidargli il compito di difendere il Paese.
Winkelman era consapevole della debolezza delle proprie forze: disponeva di appena 280.000 uomini e nessun carro armato, l'artiglieria pesante era scarsa così come la contraerea. Per questi motivi decise di organizzare la difesa sulla base del tradizionale schema basato su linee statiche fortificate, concentrando le proprie forze nelle province dell'Olanda settentrionale (Amsterdam, Alkmaar e Haarlem), dell'Olanda Meridionale (L'Aia e Rotterdam) e di Utrecht.
Il 10 maggio 1940 alle quattro del mattino iniziò l'invasione tedesca ed in pochi giorni l'intero Paese venne occupato. Il 14 maggio, dopo il bombardamento di Rotterdam e la minaccia tedesca di distruggere la città di Utrecht, il generale Winkelman fu costretto a firmare la resa.

## Dopo la fine della guerra
Dopo aver firmato la resa, il 2 luglio 1940 Winkelman venne arrestato e rimane in carcere fino alla fine dell'occupazione. Il 1º ottobre 1945 venne congedato con onore dall'esercito e insignito della più alta ed antica decorazione del suo Paese, l'Ordine Militare di Guglielmo.

## Vita privata
Nel 1902 sposa Arendin Jacomina Coert dalla quale ebbe due figlie e due figli.